# W-League (Australia) 2018-19
La W-League 2018-19 fue la 11.ª edición de la W-League, la máxima categoría del fútbol femenino en Australia. Participaron 9 equipos en 14 jornadas y una fase final de eliminatorias a la que clasificaron los 4 primeros equipos de la temporada regular.
El Melbourne Victory ganó la fase regular y el Sydney FC se consagró campeón de la temporada por tercera vez.

## Equipos
| Equipo                   | Ciudad    | Estadio                                                        | Capacidad                   |
| ------------------------ | --------- | -------------------------------------------------------------- | --------------------------- |
| Adelaide United          | Adelaida  | Marden Sports Complex Coopers Stadium                          | 6.000 16.500                |
| Brisbane Roar            | Brisbane  | Suncorp Stadium Lions Stadium                                  | 52.500 5.000                |
| Canberra United FC       | Canberra  | McKellar Park Seiffert Oval                                    | 3.500 15.000                |
| Melbourne City           | Melbourne | CB Smith Reserve AAMI Park                                     | 2.000 30.050                |
| Melbourne Victory        | Melbourne | Lakeside Stadium Epping Stadium AAMI Park Latrobe City Stadium | 12.000 10.000 30.050 12.000 |
| Newcastle Jets           | Newcastle | No.2 Sportsground McDonald Jones Stadium                       | 5.000 33.000                |
| Perth Glory              | Perth     | Dorrien Gardens nib Stadium                                    | 4.000 20.500                |
| Sydney FC                | Sídney    | Seymour Shaw Jubilee Oval Leichhardt Oval WIN Stadium          | 5.000 20.505 20.000 23.000  |
| Western Sydney Wanderers | Sídney    | Marconi Stadium ANZ Stadium Spotless Stadium                   | 9.000 83.500 24.000         |

## Clasificación
| Pos. | Equipo                   | Pts. | PJ | G | E | P  | GF | GC | Dif. | Clasificación   |
| ---- | ------------------------ | ---- | -- | - | - | -- | -- | -- | ---- | --------------- |
| 1    | Melbourne Victory (T)    | 24   | 12 | 7 | 3 | 2  | 21 | 15 | +6   | Campeón T. Reg. |
| 2    | Brisbane Roar            | 20   | 12 | 6 | 2 | 4  | 18 | 17 | +1   | Eliminatorias   |
| 3    | Sydney FC (C)            | 19   | 12 | 6 | 1 | 5  | 28 | 19 | +9   | Eliminatorias   |
| 4    | Perth Glory              | 19   | 12 | 5 | 4 | 3  | 28 | 20 | +8   | Eliminatorias   |
| 5    | Melbourne City           | 19   | 12 | 6 | 1 | 5  | 20 | 15 | +5   |                 |
| 6    | Adelaide United          | 18   | 12 | 5 | 3 | 4  | 17 | 19 | −2   |                 |
| 7    | Newcastle Jets           | 16   | 12 | 5 | 1 | 6  | 18 | 21 | −3   |                 |
| 8    | Canberra United          | 13   | 12 | 3 | 4 | 5  | 13 | 18 | −5   |                 |
| 9    | Western Sydney Wanderers | 4    | 12 | 1 | 1 | 10 | 11 | 30 | −19  |                 |

 Fuente: W-League
(T) Campeón del Torneo Regular.

(C) Campeón de la temporada.

## Eliminatorias
Los cuatro primeros equipos de la temporada regular compiten por el título del campeonato.
|  | Semifinales | Semifinales       | Semifinales |             |   | Grand Final | Grand Final | Grand Final |  |
|  |             |                   |             |             |   |             |             |             |  |
|  |             |                   |             |             |   |             |             |             |  |
|  | 1           | Melbourne Victory | 2           |             |   |             |             |             |  |
|  | 1           | Melbourne Victory | 2           |             |   |             |             |             |  |
|  | 4           | Perth Glory       | 4           |             |   |             |             |             |  |
|  | 4           | Perth Glory       | 4           |             | 1 | Sydney FC   | 4           |             |  |
|  |             |                   |             |             | 1 | Sydney FC   | 4           |             |  |
|  |             |                   | 2           | Perth Glory | 2 |             |             |             |  |
|  | 2           | Brisbane Roar     | 2           | Perth Glory | 2 | 1           |             |             |  |
|  | 2           | Brisbane Roar     |             |             |   | 1           |             |             |  |
|  | 3           | Sydney FC         | 2           |             |   |             |             |             |  |
|  | 3           | Sydney FC         | 2           |             |   |             |             |             |  |
|  |             |                   |             |             |   |             |             |             |  |

| Campeón    |
| Sydney FC  |
| 3.° título |